# Diplacina militaris
Diplacina militaris – gatunek ważki z rodziny ważkowatych (Libellulidae).